# Plumergat
Plumergat (tiếng Breton: Pluvergad) là một xã ở tỉnh Morbihan trong vùng Bretagne tây bắc Pháp. Xã này có diện tích41,94 km², dân số năm 1999 là 2597 người. Khu vực này có độ cao từ 17-88 mét trên mực nước biển.
Cư dân của Plumergat danh xưng trong tiếng Pháp là Plumergatais.

## Tiếng Bretagne
Năm 2007, có 7,2% trẻ em học trường song ngữ ở cấp tiểu học.